# 喜劇初詣列車
『喜劇初詣列車』（きげきはつもうでれっしゃ）は1968年1月3日公開の日本映画。「東映列車シリーズ」の第3作。

## ストーリー
国鉄の車掌・上田新作は、今年から上越線担当となった。ある冬の日、新作が乗務する急行「越路」は、越後湯沢で多くのスキー客を降ろし、新潟を目指していた。新作は車内で小学校の頃の幼馴染、美和子に再会する。その夜、先輩の野々宮と新潟市内のクラブに繰り出す。するとそこで酔っ払った客に絡まれている美和子に再び会い、野々宮も、かつて電車内で介抱した中年の芸者、ぽん太と再会し、飲む。新作は酔った美和子を介抱し、美和子の家に運ぶ。そこで新作は、美和子から消息不明となった弟・研吉のことを伝えられる。
新作は東京で研吉を探して見つけ出し、フーテン（ヒッピー）となっていた研吉を説得して自宅に連れてくる。一方、新作の妻・幸江は、新作が（実際には無関係の）三和子（ぽん太）と浮気してると勘違いし、そこにいた野々宮も妻の富子にぽん太と浮気していると勘違いされ、騒ぎをおこす。そこに美和子が来て、研吉は美和子と再会し、騒ぎは収まる。その後研吉は鉄道弘済会に就職し、クリスマスを房子とともに過ごす。新作の方も初詣を前に美和子に大好きだと言われる。新作は期待するが、それは自分の亡くなったおじさんに似ているから好きだと言っただけで、よい友達としてこれからも付き合ってということだった。がっかりする新作。年が明け、新作は研吉と房子を伴って伊勢神宮へ行くのだった。

## 出演者

### 主なキャスト
上田新作 - 渥美清
上越線担当の車掌。金町小学校時代は美和子より4年上級で、"ダボハゼのシンちゃん"と呼ばれていた。
上田幸江 - 中村玉緒（大映）
新作の妻。ちょくちょく夜になると出かけたりする新作をみて不審に思い、夏雄に浮気調査を依頼する。
上田夏雄 - 川崎敬三
新作の弟で、東海道新幹線の車掌。新作たちのために伊勢市行きの初詣列車の切符を取る。新作の浮気調査を幸江から依頼され、美和子の写真を撮ってくるが、新作とは全く無関係の三和子（ぽん太）の写真を撮ってくる。その「みわこ」違いから騒動が起こる。
坂本美和子 - 佐久間良子
芸者。新潟地震で両親と兄を失い、弟の研吉は消息不明になっていた。
坂本研吉 - 小松政夫
2年前東京の印刷会社で働いていたが、新潟地震で家族を失い、英子に騙され、房子に結婚を断られたことから自棄になり行方不明になるが、じつはまだ東京にいた。印刷会社の日給が500円と少ないことから不満を抱き、フーテンになる。しかし新作に殴られ、自分の父親を思い出し、フーテンをやめる。その後、鉄道弘済会に就職し、房子との結婚が決まる。
野々宮太平 - 西村晃
新作の先輩。2年前東北線で車掌をしていて、車内で酔ったぽん太を介抱し、ぽん太に出会う。
野々宮富子 - 楠トシエ
太平の妻。夫である太平が昔ぽん太と関係があったことを知らない。
細川房子 - 城野ゆき
集団就職で研吉と東京の印刷会社に就職。研吉に結婚を申し込まれたが、その時は研吉の冗談と受け止め、断ったが、実は研吉が好きだった。その後、研吉との結婚が決まる。
三和子(ぽん太) - 若水ヤエ子
昔青森にいた東北弁訛りの中年の芸者。去年まで"ぽん太"と名乗っていたが、故郷である新潟に戻ってから"三和子"を名乗る。夏雄曰く「相当なババア芸者」。

### その他キャスト
- 英子 - 小林裕子
- 画家の青年 - 財津一郎
- 前衛音楽団のバンドマスター ‐ 大泉滉
- 春子 - 園佳也子
- 年増の芸者 - 伊藤慶子
- 娘 - 青山ミチ、清水みつえ
- クラブのバンド - トシ伊藤とザ・プレイズメン
- ゴーゴー喫茶のバンド - ピンキー・チックス

## スタッフ
- 監督 - 瀬川昌治
- 助監督 - 高桑信
- 製作 - 大川博
- 企画 - 秋田亨、加茂秀男
- 脚本 - 高橋和郎
- 撮影 - 西川庄衛
- 録音 - 井上賢三
- 照明 - 元持秀雄
- 美術 - 北川弘
- 音楽 - 川辺公一
- 編集 - 祖田冨美夫
- 進行主任 - 伊藤源郎
- 現像 - 東映化学